# Fertilt material
Fertilt material är ett grundämne eller en del av en kemisk förening som inte själva är klyvbara, men som genom kärnreaktion bildar fissila (klyvbara) ämnen och som kan underhålla en kedjereaktion.
Ofta bildas mellanprodukter som sedan sönderfaller och bildar det fissila ämnet, ibland med flera veckors reaktionstid. Exempel på fertila material är  238Uran och 232Torium.
Nuvarande lättvattenreaktorer laddas med ca 5% 235U och 95 % 238U som utsätts för självunderhållande termisk neutronbestrålning I härden under ca 5 år. Under driften förbrukas ca 4% 235U och det skapas ca 2,8% isotoper av Plutonium, som också deltar I klyvningsprocessen och bidrar med  över 30% av energin som utvinns. För varje reaktorsystem kan man definiera en omvandlingsgrad, kallad bridfaktor, som enligt exemplet ovan blir 2,8/4 = 0,7 (70%). Reaktorer kan designas för betydligt högre bridfaktorer, över 100%, och kallas då bridreaktorer. En sådan behöver endast tillföras fertilt material, och ger endast ifrån sig avfall i form av klyvningsprodukter som med några få undantag behöver slutförvaras under cirka 1000 år. Orsaken till att reaktortypen inte kommersialiserats är tillgången på så billigt uran att man hittills bara behövt "bränna barken på veden" och betrakta resten som avfall som kräver mycket lång slutförvaring. Lättvattenreaktorerna har varit väldigt framgångsrika, inte minst ekonomiskt, och rädslan för kärnvapenspridning är andra faktorer som bromsat utvecklingen. Bridat plutonium från bridreaktorer har betydligt högre vapenkvalitet än motsvarande från lättvattenreaktorer som innehåller för mycket 240Pu. Det beror på att neutronabsorptionstvärsnittet för termiska neutroner är mycket stort för 239Pu. Det svenska mellanförvaret CLAB innehåller fertilt material som med nuvarande nivå på kärnkraftsprogrammet skulle räcka i minst 800 år. Recycling av kärnbränsle i en sluten bridcykel kräver någon form av upparbetning.